# NGC 1453
NGC 1453 est une galaxie elliptique située dans la constellation de l'Éridan. NGC 1453 a été découverte par l'astronome germano-britannique William Herschel en 1786.

## Caractéristiques
Sa vitesse par rapport au fond diffus cosmologique est de 3 755 ± 11 km/s, ce qui correspond à une distance de Hubble de 55,4 ± 3,9 Mpc (∼181 millions d'al).
À ce jour, 11 mesures non basées sur le décalage vers le rouge (redshift) donnent une distance de 54,973 ± 22,644 Mpc (∼179 millions d'al), ce qui est à l'intérieur des valeurs de la distance de Hubble.
NGC 1453 est une galaxie LINER, c'est-à-dire une galaxie dont le noyau présente un spectre d'émission caractérisé par de larges raies d'atomes faiblement ionisés.

## Groupe de NGC 1417
NGC 1453 fait partie du groupe de NGC 1417 qui compte au moins 14 galaxies, dont NGC 1358, NGC 1376, NGC 1417, NGC 1418, NGC 1441, NGC 1449 et NGC 1451. Notons que NGC 1453 est la galaxie la plus brillante du groupe.